# نیکلاس راشوسکی
 نیکلاس راشوسکی (انگلیسی: Nicolas Rashevsky؛ زاده ۹ نوامبر ۱۸۹۹ درگذشته ۱۶ ژانویهٔ ۱۹۷۲) یک دانشمند اهل ایالات متحده آمریکا بود.